# Rhizidium mycophilum
Rhizidium mycophilum är en svampart som beskrevs av A. Braun 1856. Rhizidium mycophilum ingår i släktet Rhizidium och familjen Chytridiaceae.   Inga underarter finns listade i Catalogue of Life.